# 日豊海岸
日豊海岸（にっぽうかいがん）は、大分県中・南部から宮崎県北部にかけての、豊後水道及び日向灘沿いの海岸の総称。

## 概要
大分県大分市佐賀関から、宮崎県日向市美々津に至る直線延長約120kmの海岸で、大半が1974年（昭和49年）2月15日に日豊海岸国定公園に指定されている。大分県側では、日豊海岸国定公園に指定されていない海岸区域は、1951年（昭和26年）3月30日に指定された県立自然公園である豊後水道県立自然公園に含まれている。
日豊海岸という名は、この海岸が旧国の豊後国及び日向国にかかることから、両国の頭文字をとったものである。
この地域の海岸は典型的なリアス式海岸で、半島と湾とが交互に出入りして、複雑な海岸線を描いており、その海岸線の総延長は約400kmにも及ぶ。また、大分県側には湾内、あるいは半島の延長に多数の離島が点在し、さらに変化に富んだ景観を産んでいる。
豊予海峡の南側に続くこの海域は好漁場としても知られる。特に、大分県側の漁港に水揚げされる佐賀関の関あじ、関さば、臼杵のフグ、津久見の津あじ（しんあじ）、津さば（しんさば）、佐伯のブリなどは高級魚として知られる。